# Lee Li-chun
Lee Li-chun (李立群S, Lǐ LìqúnP; 2 maggio 1952) è un attore taiwanese.
In occasione del centenario della nascita dell'industria cinematografica in Cina nel 2005, la China Film Performance Art Academy lo ha inserito nella lista dei "100 migliori attori in 100 anni di cinema cinese".